# جايسون شيرمان
جايسون شيرمان هو كاتب مسرحي وكاتب سيناريو كندي، ولد في 28 يوليو 1962 في مونتريال في كندا.

## روابط خارجية
- جايسون شيرمان على موقع IMDb (الإنجليزية)